# Набережна д'Орсе
На́бережна д'Орсе́ (фр. Quai d'Orsay фр.: [ke dɔʁsɛ] ( прослухати)) — набережна у 7-му окрузі Парижа, розміщена на лівому березі річки Сени починаючи від мосту Згоди до мосту Альма. Назва також стосується вулиці вздовж набережної. Набережна стикається із набережною Анатоля Франса на схід від Бурбонського палацу та набережної Бранлі на захід від мосту Альма. 
Набережна д'Орсе отримала свою назву на честь Шарль Буше д'Орсе, радника парламенту у Парижі, який обіймав посаду прево під час розбудови пристані на початку 18 сторіччя. У 1941 році частина набережної д'Орсе була перейменована на набережну Бранлі.
На набережній д'Орсе розміщене французьке міністерство закордонних справ, тому це відомство часто називають ім'ям вулиці — «Quai d'Orsay» (Набережна д'Орсе). 